# Résenlieu
Résenlieu är en kommun i departementet Orne i regionen Normandie i nordvästra Frankrike. Kommunen ligger i kantonen Gacé som tillhör arrondissementet Argentan. År 2022 hade Résenlieu 174 invånare.

## Befolkningsutveckling
Antalet invånare i kommunen Résenlieu
| Referens: INSEE |